# Macrogyrus viridisulcatus
Macrogyrus viridisulcatus is een keversoort uit de familie van schrijvertjes (Gyrinidae). De wetenschappelijke naam van de soort is voor het eerst geldig gepubliceerd in 1916 door Mjöberg.